# Мёрё, Оскари
Са́нтту О́скари Мёрё (фин. Santtu Oskari Mörö; род. 31 января 1993, Лохья, Финляндия) — финский легкоатлет, специализирующийся на беге на 400 метров с барьерами.
Включён в сборную Финляндии на летних Олимпийских играх 2016 года.

## Спортивные достижения
| Год                    | Соревнование              | Город (страна)         | Место                  | Вид                    | Время                  |
| Представляет Финляндия | Представляет Финляндия    | Представляет Финляндия | Представляет Финляндия | Представляет Финляндия | Представляет Финляндия |
| ---------------------- | ------------------------- | ---------------------- | ---------------------- | ---------------------- | ---------------------- |
| 2010                   | Youth Olympic Games       | Сингапур               | 3 (h)                  | 400 м (84 см)          | 52.70                  |
| 2011                   | Чемпионат Европы (юниоры) | Таллин, Эстония        | 7                      | 400 м                  | 51.06                  |
| 2012                   | Чемпионат мира (юниоры)   | Барселона, Испания     | 6                      | 400 м                  | 50.80                  |
| 2012                   | Чемпионат Европы          | Хельсинки, Финляндия   | 26 (h)                 | 400 м                  | 51.59                  |
| 2012                   | Чемпионат Европы          | Хельсинки, Финляндия   | 12 (h)                 | 4x400 м                | 3:10.26                |
| 2014                   | Чемпионат Европы          | Цюрих, Швейцария       | 8                      | 400 м                  | 50.14                  |
| 2015                   | Чемпионат Европы U23      | Таллин, Эстония        | 6                      | 400 м                  | 50.27                  |